# Andreas Schmauder
Andreas Schmauder (* 1966 in Metzingen) ist ein deutscher Historiker, Archivar, Direktor des Landesmuseums Koblenz und Leiter des Kulturzentrums Festung Ehrenbreitstein.

## Leben
Schmauder studierte Mittelalterliche Geschichte, Neuere Geschichte, Kunstgeschichte und Klassische Archäologie an der Eberhard Karls Universität Tübingen. Ab 1990 war er dort wissenschaftlicher Mitarbeiter am Institut für Geschichtliche Landeskunde und Historische Hilfswissenschaften. Er wurde 1996 an der Universität Tübingen mit einer Dissertation zum „Armen Konrad“ promoviert. Schmauder besuchte die Archivschule Marburg und trat 1997 das archivische Referendariat an. 1999 wurde er als Nachfolger von Peter Eitel Stadtarchivar im oberschwäbischen Ravensburg. Unter seiner Leitung wurde das stadtgeschichtliche Museum Humpis-Quartier konzipiert, dessen Direktor er ab der Eröffnung 2009 bis 2018 war. 2018 wurde er Leiter des Landesmuseums Koblenz sowie des Kulturzentrums Festung Ehrenbreitstein. Seit 1999 ist er Lehrbeauftragter, seit 2015 Honorarprofessor an der Fakultät für Philosophie und Geschichte an der Universität Tübingen.

## Mitgliedschaften
- Beiratsmitglied des Südwestdeutschen Arbeitskreises für Stadtgeschichtsforschung (seit 2004)[4]
- Vorsitzender des Stiftungsrates der Erwin-Hymer-Stiftung[5]
- Korrespondierendes Mitglied der Kommission für Geschichtliche Landeskunde in Baden-Württemberg[6]
- Mitglied des Arbeitskreises Stadtgeschichte-Geschichtsverein Metzingen
- Mitglied des Vorstands Förderverein Kulturzentrum Festung Ehrenbreitstein und Landesmuseum Koblenz e. V.[7]
- Mitglied des Vorstandes Verein für Standortmarketing und Tourismusförderung e. V. in Koblenz und der Region[8]
- Vorsitzender Stiftung Bürgerliche Wohnkultur – Sammlung Alex Poignard
- Stv. Vorsitzender Schaufenster Baukultur e. V.[9]
- Mitglied des Kuratoriums der Adriani Stiftung[10]

## Ausstellungen (Auszug)
- 2011: Jacob Russ – Spätgotischer Bildschnitzer aus Ravensburg, Museum Humpis-Quartier Ravensburg[11]
- 2012: Die Humpis in Genua – Palazzi, Luoghi und Caruggi, Museum Humpis-Quartier Ravensburg (Projektleitung)
- 2014: 1514 Macht, Gewalt, Freiheit: Der Vertrag zu Tübingen in Zeiten des Umbruchs (mit Götz Adriani), Kunsthalle Tübingen
- 2015: Die Humpis in Barcelona – Rote Koralle für ganz Europa, Museum Humpis-Quartier Ravensburg (Projektleitung)
- 2016: Kein Kompromiss: Reformation in Ravensburg, Museum Humpis-Quartier Ravensburg
- 2017: Hexenwahn: Frauen auf dem Scheiterhaufen, Museum Humpis-Quartier Ravensburg
- 2018: Der Dreißigjährige Krieg: Schauplatz Oberschwaben (mit Eberhard Fritz), Museum Humpis-Quartier Ravensburg
- 2018: Die Humpis in Avignon – Zucker erobert Europa, Museum Humpis-Quartier Ravensburg (Projektleitung)
- 2020: Max Jocoby – Leben und Werk eines jüdischen Fotografen, Landesmuseum Koblenz (Gesamtverantwortung)[12]
- 2020: Das geheime Wirken der Dinge. Esskulturen – eine forschende Ausstellung, Landesmuseum Koblenz (Gesamtverantwortung)
- 2021: Räuber – 7.000 Jahre Tatort Mittelrhein, Landesmuseum Koblenz (Gesamtverantwortung)

## Schriften
Monographien
- mit Bruno Seitz: Glems – Geschichte eines Dorfes am Fusse der Schwäbischen Alb (= Metzinger Heimatblätter; 3). Arbeitskreis Stadtgeschichte der Volkshochschule, Metzingen-Ermstal 1986.
- mit Anne Lipp: Ein Jahrhundert Leben in Waldenbuch. Vom Kaiserreich bis zur Gegenwart (= Gemeinde im Wandel; 4). WEGRAhistorik-Verlag, Stuttgart 1996, ISBN 3-929315-06-8.
- Württemberg im Aufstand – der Arme Konrad 1514. Ein Beitrag zum bäuerlichen und städtischen Widerstand im Alten Reich und zum Territorialisierungsprozeß im Herzogtum Württemberg an der Wende zur frühen Neuzeit (= Schriften zur südwestdeutschen Landeskunde; 21). DRW, Leinfelden-Echterdingen 1998, ISBN 3-87181-421-0 (zugl. Dissertation, Universität Tübingen 1996, unter dem Titel Der Aufstand des Armen Konrad 1514).
- mit Sönke Lorenz: Waiblingen. Ort der Könige und Kaiser (= Gemeinde im Wandel; 13,1). Markstein, Waiblingen 2000, ISBN 3-935129-00-9.
- mit Sönke Lorenz: Neuhausen. Geschichte eines katholischen Dorfes (= Gemeinde im Wandel; 15). Markstein, Filderstadt 2003, ISBN 3-935129-11-4.
- mit Beate Falk: Historische Stadtrundgänge. Ravensburg mit Schmalegg und Weißenau. Stadt Ravensburg, Ravensburg 2003, ISBN 3-00-011575-7.
- Evangelische Stadtkirche Ravensburg. Kirchenführer. Evangelische Stadtkirchengemeinde, Ravensburg 2003, ISBN 3-934678-32-9

Aufsätze
(Auswahl, ohne die in den selbst herausgegebenen Büchern veröffentlichten Aufsätze)
- mit Bruno Seitz: Die Flurnamen in Glems. In: Reutlinger Geschichtsblätter. N. F. 23/25 (1984), S. 179–192.
- Der Stand der ortsgeschichtlichen Forschung im deutschen Südwesten. In: Eugen Reinhard (Hrsg.): Gemeindebeschreibungen und Ortschroniken in ihrer Bedeutung für die Landeskunde (= Werkhefte der Staatlichen Archivverwaltung Baden-Württemberg. Serie A, Landesarchivdirektion; 12). Kohlhammer, Stuttgart 1999, ISBN 3-17-015535-0, S. 99–117.
- Herzog Ulrich, der Arme Konrad und der Tübinger Vertrag. Eckpunkte württembergischer Geschichte des frühen 16. Jahrhunderts. In: Herrschaft im Wandel. Beiträge zu Geschichte Württembergs (= Tübinger Universitätsreden; 36). Universitätsbund, Tübingen 2001, S. 43–63.
- Herrschaft von Reichsstadt und Spital Ravensburg in Oberteuringen im 15. und 16. Jahrhundert. In: Teuringen. Ein Streifzug durch die Jahrhunderte. Gemeinde, Oberteuringen 2002, S. 45–55
- Die Säkularisation der Ravensburger Stadtklöster. Das Ende der Franziskaner-Tertiarinnen, Kapuziner und Karmeliter 1806. In: Alte Klöster – neue Herren. Aufsätze. Teil 1. Thorbecke, Ostfildern 2003, S. 669–676.
- Symbole für Heimat. In: Kleinode 10. Heimat im Wandel. Kreissparkasse Ravensburg, Ravensburg 2003, S. 75–84.
- Von der Reichsstadt zur Oberamtsstadt. Zur Innenperspektive der Mediatisierung. In: Die Säkularisation im Prozess der Säkularisierung Europas (= Oberschwaben – Geschichte und Kultur; 13). Bibliotheca-Academica-Verlag, Epfendorf 2005.
- Das gute Gedächtnis der Stadt. Das Stadtarchiv Ravensburg. In: Zeitzeichen 4. „mit Brief und Siegel … ins Internet“. Archive im Landkreis Ravensburg. Kreissparkasse Ravensburg, Ravensburg 2007, S. 56–59.
- Die Ravensburger Patrizierfamilie Humpis als Herren in Grünkraut von 1446–1520. In: Heimatbuch der Gemeinde Grünkraut. Von Gruonencrut bis Grünkraut. Gemeinde, Grünkraut 2008, S. 76–83.
- Ortsgeschichtliche Forschung in Südwestdeutschland. Das Beispiel „Gemeinde im Wandel“. In: Mathias Beer (Hrsg.): Das Heimatbuch. Geschichte, Methodik, Wirkung. V&R unipress, Göttingen 2010, ISBN 978-3-89971-788-4, S. 165–175.
- Das „Museum Humpis-Quartier“ in Ravensburg. Ein Ort städtischer Identität und touristischer Anziehungskraft. In: Im Oberland. 21. Jg. 2010, Heft 2, S. 41–50.
- Der Tübinger Vertrag und die Rolle Tübingens beim Aufstand des Armen Konrad 1514. In: Sönke Lorenz (Hrsg.): Tubingensia. Impulse zur Stadt- und Universitätsgeschichte. Festschrift für Wilfried Setzler (= Tübinger Bausteine zur Landesgeschichte; 10). Thorbecke, Ostfildern 2008, ISBN 978-3-7995-5510-4, S. 187–208.
- Der Tübinger Vertrag von 1514. In: Otto Borst (Hrsg.): Südwestdeutschland. Die Wiege der deutschen Demokratie. Silberburg, Tübingen 1997, S. 9–23.
- Colmar. In: Sönke Lorenz, Wilfried Setzler (Hrsg.): Heinrich Schickhardt. Baumeister der Renaissance. DRW, Leinfelden-Echterdingen 1999, S. 186–189.
- Glems im Dritten Reich. In: Rolf Bidlingmaier (Hrsg.): Metzingen in der Zeit des Nationalsozialismus. Stadt, Metzingen 2000, S. 268–276.
- Der Arme Konrad in Württemberg und im badischen Bühl. In: Peter Blickle, Thomas Adam (Hrsg.): Bundschuh. Untergrombach 1502, das unruhige Reich und die Revolutionierbarkeit Europas. Franz Steiner, Stuttgart 2004, S. 183–194.
- Die Weißenauer „Acta Sancti Petri“ in der Kantonsbibliothek Vadiana in St. Gallen. In: Zeitzeichen 6. Kunst im Exil. Kunstwerke aus dem Landkreis Ravensburg in aller Welt. Kreissparkasse Ravensburg, Ravensburg 2010, S. 14–17.
- Die „Judenziegel“ vom Grünen Turm in Ravensburg. Heute Bayerisches Nationalmuseum München. In: Zeitzeichen 6. Kunst im Exil. Kunstwerke aus dem Landkreis Ravensburg in aller Welt. Kreissparkasse Ravensburg, Ravensburg 2010, S. 28–29.
- Das Karmeliterkloster Ravensburg. In: Edeltraud Klueting (Hrsg.): Monasticon Carmelitanum. Die Klöster des Karmeliterordens in Deutschland von den Anfängen bis zur Gegenwart. Aschendorff, Münster 2012, S. 615–626.
- Der Hütekindermarkt in Ravensburg. In: Stefan Zimmermann, Christine Brugger (Hrsg.): Die Schwabenkinder. Arbeit in der Fremde vom 17. bis 20. Jahrhundert. Süddeutsche Verlagsgesellschaft, Ostfildern 2012, ISBN 978-3-7995-8047-2, S. 82–89.
- Vermittlung von Geschichte im Museum. Das Museum Humpis-Quartier in Ravensburg. In: Dieter R. Bauer, Dieter Mertens (Hrsg.): Netzwerk Landesgeschichte. Gedenkschrift für Sönke Lorenz. Jan Thorbecke, Ostfildern 2013, S. 383–400.
- Der Arme Konrad im Amt Urach: Die Aufständischen, deren Gefangennahme und Bestrafung. In: Der Arme Konrad vor Gericht. Verhöre, Sprüche und Lieder in Württemberg 1514, Begleitbuch und Katalog zur Ausstellung des Landesarchivs Baden-Württemberg, Stuttgart 2014, S. 106–112
- Württemberg im Aufstand: Der Arme Konrad im Remstal 1514. In: 500 Jahre Armer Konrad. Der Gerechtigkeit einen Beistand thun, hrsg. von der Stadt Fellbach, Fellbach 2014, S. 90–115.
- Vom Vorabend der Reformation bis zur Zeit Herzog Friedrichs. In: Manfred Waßner (Hrsg.): Lenningen. Lenningen 2015, S. 66–89.
- Häuser erzählen Stadtgeschichte. Inhaltliche Konzeption des Museums Humpis-Quartier. In: Dörthe Jakobs, Volker Caesar (Hrsg.): Humpis – ein Stadtquartier wird Museum, Darmstadt 2015, S. 95–114.
- Macht, Reichtum, Selbstdarstellung. Die Humpis und die führenden Kaufleute der Bodenseestädte. In: Sigrid Hirbodian, Andreas Schmauder u. a. (Hrsg.): Materielle Kultur und Sozialprestige im Spätmittelalter (= Schriften zur Südwestdeutschen Landeskunde; 82). Thorbecke, Ostfildern 2019, S. 71–84.
- Die Reformation in Ravensburg – ein Überblick. In: „gemacht und ins glas geschmolzen“. Die Reformatorenfenster der Evangelischen Stadtkirche Ravensburg, hrsg. vom Landesamt für Denkmalpflege im Regierungspräsidium Stuttgart (= Arbeitshefte Landesdenkmalamt Baden-Württemberg; 37). Stuttgart 2019, S. 39–42.
- Genius Naturhaarpinsel/Schrank.Büro – Smartes Homeoffice. In: Designpreis Rheinland-Pfalz. Produktdesign 2019. Hrsg. von der Handwerkskammer Koblenz, Designforum Rheinland-Pfalz u. a. Koblenz/Mainz 2019, S. 14 f., 50 f.
- mit Georg Wieland: Ravensburg (Weißenau). In: Sönke Lorenz, Oliver Auge, Sigrid Hirbodian (Hrsg.): Handbuch der Stiftskirchen in Baden-Württemberg, Thorbecke, Ostfildern 2019, S. 503–508.
- Meßstetten im hohen und späten Mittelalter (10. Jahrhundert bis 1525). In: Sigrid Hirbodian, Andreas Schmauder, Manfred Waßner (Hrsg.): Eine Stadt im Wandel der Zeit. Die Geschichte von Meßstetten und seinen Ortsteilen Hartheim, Heinstetten, Hossingen, Oberdigisheim, Unterdigisheim und Tieringen. Meßstetten 2019, S. 66–107.
- Bundschuh und Armer Konrad. Die beiden großen Aufstände in Südwestdeutschland vor dem Bauernkrieg 1525. In: Sigrid Hirbodian, Tjark Wegner (Hrsg.): Aufstand, Aufruhr, Anarchie! Formen des Widerstands im deutschen Südwesten. Thorbecke, Ostfildern 2019, S. 103–120.
- Kulturzentrum Festung Ehrenbreitstein und Landesmuseum Koblenz. In: Magazin Museum.de 42, Xanten 2020, S. 8–22.

Herausgeberschaft von Schriftenreihe und Zeitschriften
- Herausgeber der Buchreihe Historische Stadt Ravensburg und ihrer Einzelbände (anfangs mit Thomas Knubben).
  - 1: Macht der Barmherzigkeit. Lebenswelt Spital. UVK, Konstanz 2000, ISBN 3-87940-718-5.
  - 2: Frühe Hexenverfolgung in Ravensburg und am Bodensee. UVK, Konstanz 2001, ISBN 3-89669-812-5.
  - 3: Die Zeit der Händler. 850 Jahre Markt in Ravensburg. UVK, Konstanz 2002, ISBN 3-89669-776-5.
  - 4: Hahn und Kreuz. 450 Jahre Parität in Ravensburg. UVK, Konstanz 2005, ISBN 3-89669-565-7.
  - 5: Erinnern und Gedenken. Das Mahnmal Weißenau und die Erinnerungskultur in Ravensburg. UVK, Konstanz 2007, ISBN 978-3-89669-625-0.
  - 6: Auf Tuchfühlung. 1000 Jahre Textilgeschichte in Ravensburg und am Bodensee. UVK, Konstanz 2013, ISBN 978-3-86764-442-6.
  - 7: Meine Heimat im Glas. Repräsentation in Raum und Zeit bei Heimatvertriebenen in Ravensburg. UVK, Konstanz 2014, ISBN 978-3-86764-532-4.
  - 8: Im Zeichen des Krieges. Der Erste Weltkrieg und Ravensburg 1914-1918. UVK, Konstanz 2014, ISBN 978-3-86764-533-1.
  - 9: „Heimat bleibt immer im Kopf“. Ravensburger Gastarbeiter erzählen. UVK, Konstanz 2018, ISBN 978-3-86764-888-2.
- Mitherausgeber der Zeitschrift Ulm und Oberschwaben, ab Bd. 55 (2007).
- Mitherausgeber der Buchreihe Die Humpis in Europa (mit Franz Schwarzbauer).
  - 1: Marco Veronesi: Genua – la superba. Mit Fotografien von Larissa Veronesi. Museum Humpis-Quartier, Ravensburg 2012, ISBN 978-3-00-038288-8.
  - 2: Meike Knittel: Barcelona – Llotja, Drassanes i Sante Maria del Mar. Museum Humpis-Quartier, Ravensburg 2015, ISBN 978-3-00-048989-1.
  - 3: Julia Luibrand: Avignon – Zucker erobert Europa. Museum Humpis-Quartier, Ravensburg 2018, ISBN 978-3-00-059253-9.

Herausgeberschaft von Büchern
- Kohlberg. Geschichte und Gegenwart. Gemeinde Kohlberg, Kohlberg 1993.
- Die Mediatisierung der oberschwäbischen Reichsstädte im europäischen Kontext (= Oberschwaben – Geschichte und Kultur; 11). Bibliotheca Academica, Epfendorf 2003, ISBN 3-928471-38-4.
- mit Sönke Lorenz: Beuren und Balzholz. Die Geschichte einer Gemeinde am Fuß der Schwäbischen Alb. Markstein-Verlag, Filderstadt 2004, ISBN 3-935129-20-3.
- Josefine Scheuerle-Birk: Was dr Mehlsack woiß. Ravensburg in Gedichten und historischen Aufnahmen. Silberburg, Tübingen 2007, ISBN 978-3-87407-739-2.
- Stadtleben in Ravensburg. Das Humpis-Quartier, seine Geschichte und Zukunft. Staatsanzeiger, Stuttgart 2008, ISBN 978-3-929981-70-4.
- Kaftan, Kreuz und Kopftuch. Religiöse Koexistenz im urbanen Raum (15.–20. Jahrhundert) (= Stadt in der Geschichte; 35). Thorbecke, Ostfildern 2010, ISBN 978-3-7995-6435-9.
- mit Götz Adriani: 1514. Macht, Gewalt, Freiheit. Der Vertrag zu Tübingen in Zeiten des Umbruchs. Thorbecke, Ostfildern 2014, ISBN 978-3-7995-0570-3 (Museumsausgabe), ISBN 978-3-7995-0550-5 (Verlagsausgabe).
- Mit Thomas Knubben: Seewein – Weinkultur am Bodensee. Thorbecke, Ostfildern 2016, ISBN 978-3-7995-1153-7.
- mit Sigrid Hirbodian, Petra Steymans-Kurz: Materielle Kultur und Sozialprestige im Spätmittelalter. Führungsgruppen in Städten des deutschsprachigen Südwestens (= Schriften zur Südwestdeutschen Landeskunde; 82). Thorbecke, Ostfildern 2019, ISBN 978-3-7995-5282-0.
- mit Sigrid Hirbodian, Manfred Waßner: Eine Stadt im Wandel der Zeit. Die Geschichte von Meßstetten und seinen Ortsteilen Hartheim, Heinstetten, Hossingen, Oberdigisheim, Unterdigisheim und Tieringen. Stadt Meßstetten, Meßstetten 2019, ISBN 978-3-00-064226-5.
- mit Thomas Zotz, Johannes Kuber: Von den Welfen zu den Staufern. Der Tod Welfs VII. 1167 und die Grundlegung Oberschwabens im Mittelalter (= Oberschwaben. Forschungen zu Landschaft, Geschichte und Kultur; 4). Kohlhammer, Stuttgart 2020, ISBN 978-3-17-037334-1.